# Roger Waters
George Roger Waters (Great Bookham, Cambridge, 6. rujna 1943.), rock glazbenik, tekstopisac i skladatelj.

## Životopis
Najpoznatiji je po svojoj bogatoj karijeri u glazbenoj skupini Pink Floyd od 1965. – 1985. kao njihov glavni tekstopisac od 1968., jedan od glavnih pjevača (skupa s Davidom Gilmourom), bas gitarist i glavni zvučni programer.

## Diskografija
Za njegove radove s grupom Pink Floyd, vidi Pink Floyd diskografiju između 1967. i 1985.
Studijski albumi
- The Pros and Cons of Hitch Hiking (1984.)
- Radio K.A.O.S. (1987.)
- Amused to Death (1992.)
- Is This the Life We Really Want? (2017.)

Opera
- Ça Ira (2005.)

Koncertni albumi
- The Wall – Live in Berlin (1990.)
- In the Flesh – Live (2000.)
- Roger Waters: The Wall (2015.)

Kompilacija
- Flickering Flame: The Solo Years Volume 1 (2002.)

Filmska glazba
- Music from "The Body"; suradnja s Ronom Geesinom (1970.)
- When the Wind Blows (1986.)

## Poveznice
- Pink Floyd